# Nosekiella danica
Nosekiella danica är en urinsektsart som först beskrevs av Bruno Condé 1947.  Nosekiella danica ingår i släktet Nosekiella och familjen lönntrevfotingar. Inga underarter finns listade i Catalogue of Life.